# 石井孝明 (子役)
石井 孝明（いしい たかあき）は、日本の元子役俳優。

## 出演作品

### テレビ
- 月曜ドラマランド 前川清のキップくん（1985年）
- 超新星フラッシュマン 第28話（1986年） - 少年グループのリーダー 役
- おもいっきり探偵団 覇悪怒組（1987年） - 君原猛夫 役
- 探偵団スペシャル 魔隣組対覇悪怒組　ジゴマVS魔天郎（1989年） - 君原猛夫 役
- 教師びんびん物語II（1989年）
- 教師びんびん物語スペシャル（1989年）